# إمي ماريا
إمي ماريا (باليابانية: EMI MARIA) هي مغنية وملحنة ومغنية مؤلفة يابانية، ولدت في 9 يونيو 1987 في بابوا غينيا الجديدة.

## وصلات خارجية
- الموقع الرسمي
- إمي ماريا على موقع ميوزك برينز (الإنجليزية)